# Tavus tartomány
Tavus (örményül:Տավուշ) Örményország északkeleti részén fekvő tartomány (marz), székhelye Idzsevan. Északról Grúzia, keletről az Azerbajdzsán, délről Gegarkunik, délnyugatról Kotajk és nyugatról pedig Lori határolja. Található benne két azeri enklávé, ám ezek mára teljes egészében örmény ellenőrzés alatt állnak.

## Települései
Tavus tartományban 63 község (hamajnkner) található, melyből 4 város.

### Városok
- Idzsevan 20 500 fő
- Dilidzsan 15 600 fő
- Berd 9905 fő
- Nojemberjan 5560 fő

## Galéria

Tavus
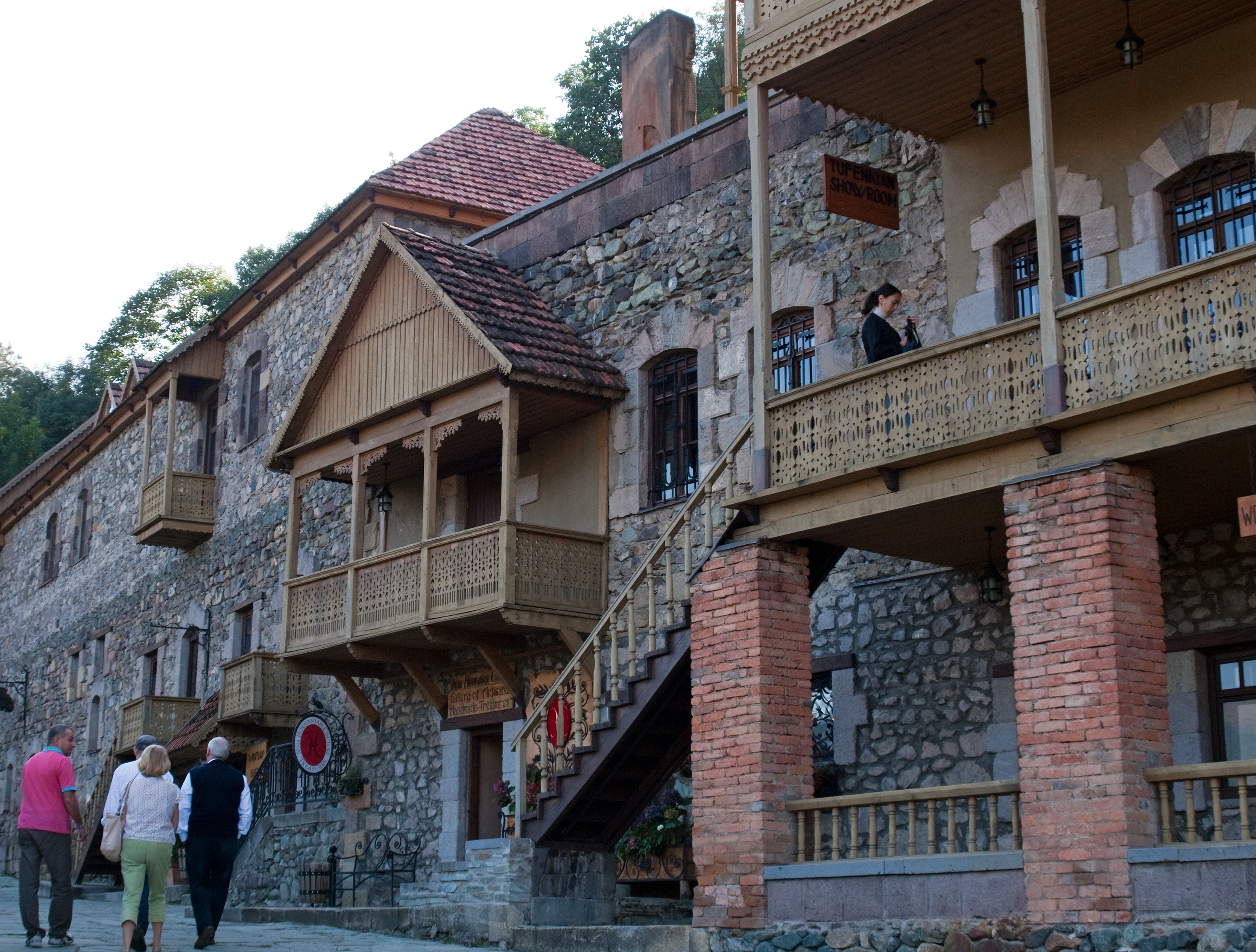
Dilidzsan óvárosa
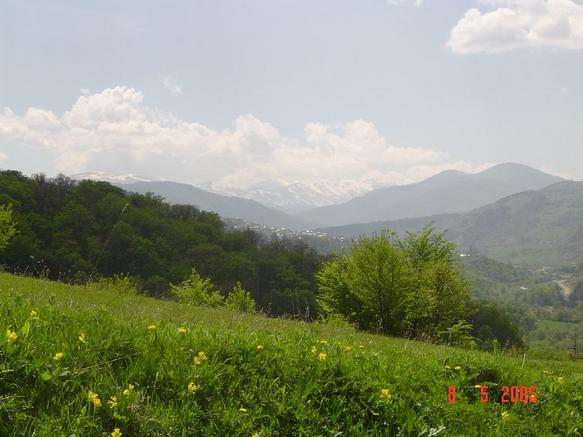
Dilidzsan környéki vidék
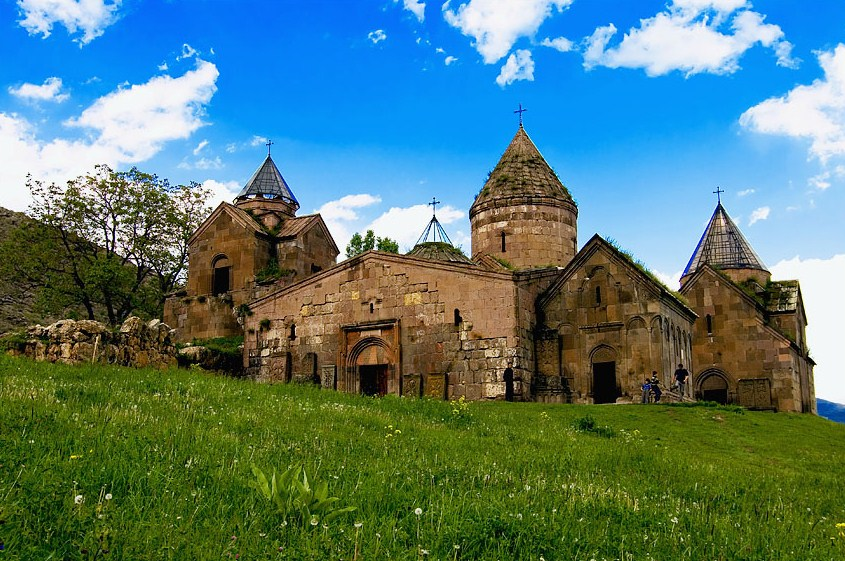
Gosavanki kolostor
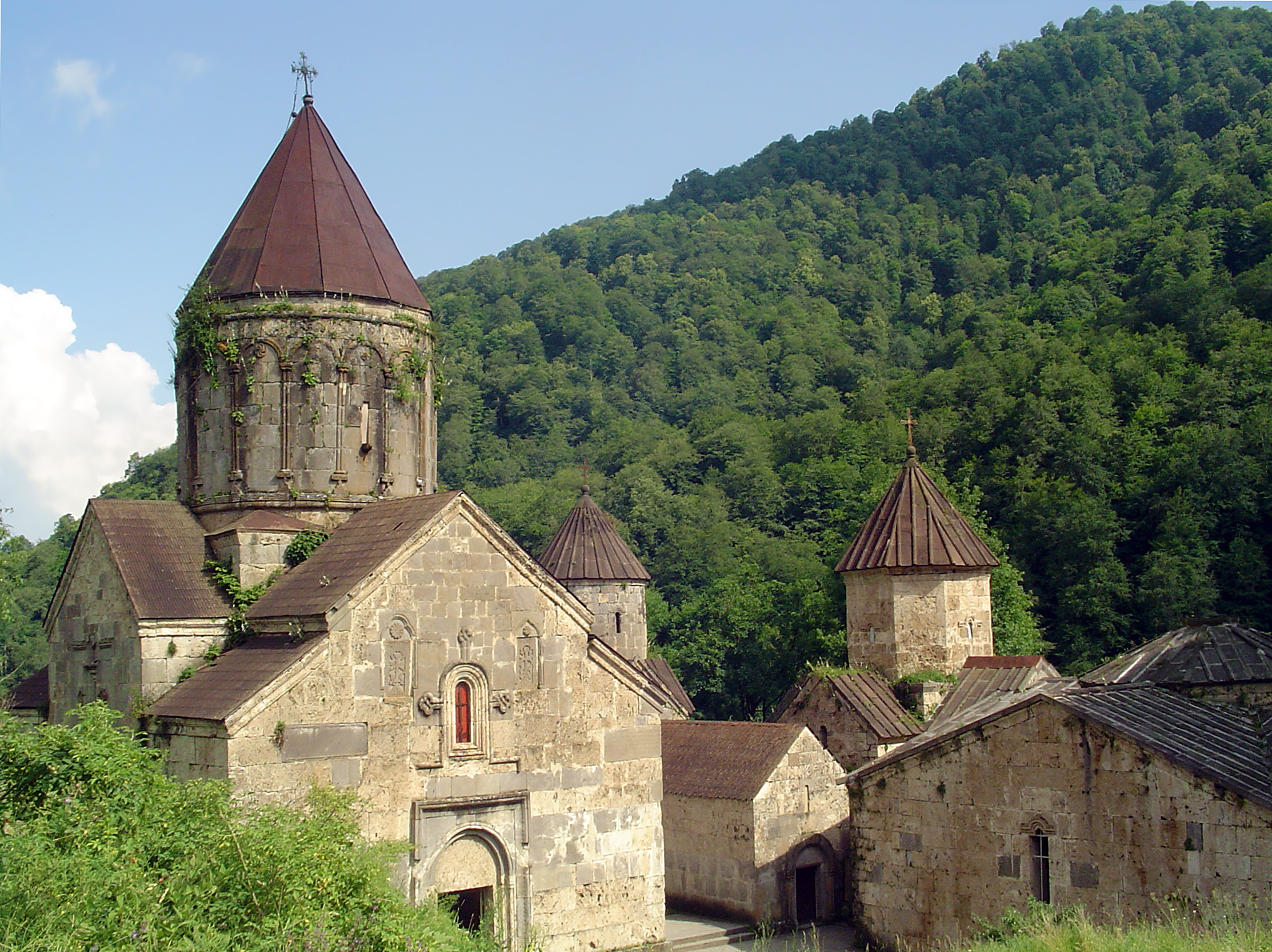
Hagharcini kolostor

1. ↑  Armenia: Administrative Division. Citypopulation.de